# 집게리아
집게리아(영어: Krusty Krab)는 애니메이션 《네모바지 스폰지밥》에 등장하는 패스트푸드 레스토랑이다. 대표 메뉴로는 게살버거(영어: Krabby Patty)가 유명하며, 그 요리법은 영업 비밀로 엄격히 보호되고 있다. 하지만 그의 천적 플랑크톤이 게살버거의 비법을 훔치려하고 있다. 
이 레스토랑은 소유자이자 매니저인 집게사장이 설립하였다. 스폰지밥 뮤지컬에 따르면 집게사장의 딸 진주가 커서 집게리아를 물려받을 예정이라고 한다.
 스폰지밥과 징징이가 유일한 정규직 직원인 이 레스토랑은 비키니 시티에서 "식사를 위해 설립된 최고의 식당"으로 간주되며, 주요 경쟁자인 플랑크톤과 슈퍼컴퓨터이자 플랑크톤의 아내인 캐런이 운영하는 첨 버켓의 끊임없는 도전을 받고 있다.
시리즈의 주요 배경 중 하나인 집게리아는 스폰지밥이 레스토랑의 튀김 요리사 일자리에 지원하는 네모바지 스폰지밥 시즌 1의 파일럿 에피소드 '직원구함'에서 처음 등장하였다. 집게리아는 《보글보글 스폰지밥》(2002년작), 《스폰지밥 3D》(2015년작) 등 극장용 영화 시리즈, 브로드웨이 뮤지컬, 비디오 게임, 장난감 등 다른 미디어에도 등장했다. 집게리아는 대중문화 전반에 걸쳐 언급되거나 패러디되기도 했으며 실제 레스토랑에도 영감을 주었다.

## 네모바지 스폰지밥에서의 역할
집게리아는 인기 있는 메뉴인 게살버거를 비롯하여 매우 다양한 종류의 즉석식들을 판매하는 식당이다. 집게리아(영어: Krusty Krab)의 어원에 대해서는 모순이 있는데, 어떤 에피소드에서 집게사장은 비키니 보톰의 한 퇴직자 쉼터였던 러스티 크랩(영어: Rusty Krab)을 인수하여 식당으로 바꾼 후, 식당 이름을 이전 이름이었던 러스티 크랩에서 따와서 크러스티 크랩(집게리아)이라고 지었는데, 후의 다른 에피소드에서는 크랩스가 말하기를 자신이 가지고 있던 '크래비'(영어: Kraby)라는 이름의 해적선에서 이름을 따왔다는 것이다. 집게리아는 비키니시티에서 성공한 식당 중 하나이다. 게살버거 패티의 비법은 철저하게 보호받는 영업 비밀이며, 경쟁자인 플랭크톤은 이 비법을 훔치려고 시도하다가 실패하는 것이 이 시리즈의 주요 반복 주제 중 하나이기도 하다. 집게리아는 게살버거 패티의 맛이 유명하고, 길 건너에 있는 플랭크톤의 식당 첨 버킷의 메뉴가 대부분 먹을 수 없는 첨으로 이루어져 있어서 일반적으로 비키니시티 내에서 많은 고객들을 끌어들인다. 이처럼 경쟁이 치열하지 않기 때문에 집게사장은 자기 마음대로 가격을 조정하기도 한다. 에피소드 'Driven to Tears' , 'Drive through' 및 영화 《스폰지밥 3D》에서는 드라이브스루가 등장하기도 한다. 집게리아는 깨끗하고 질병이 발생할 일이 없다는 사실도 알려졌다.
집게사장이 설립한 회사인 집게리아에는 주로 본인 사무실(사장실)에서 돈을 세며 시간을 보내는 집게사장 외에, 요리사 겸 관리인을 맡고 있는 네모바지 스폰지밥과 계산원인 징징이라는 오징어 2명의 정규 직원이 있다. 드물게 집게사장은 뚱이나 다람이를 고용하여 스폰지밥의 일을 대신하게 하거나 고객의 즐거움을 위해 위에서 아래의 장애물로 떨어지는 일을 하기도 한다.

## 디자인

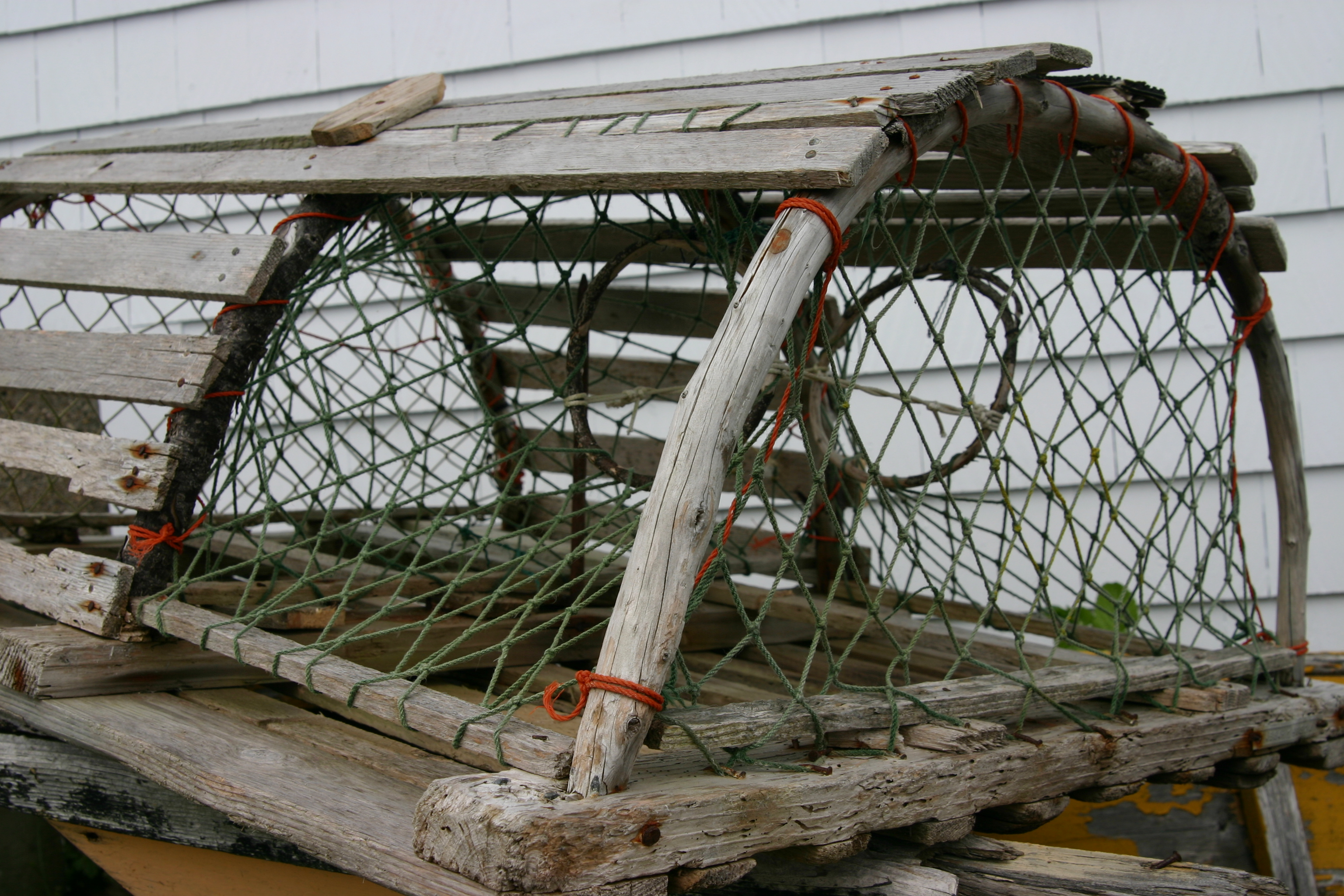
집게리아 건물 디자인의 기반이 된 뉴 잉글랜드 바닷가재 덫.

건물의 디자인은 뉴잉글랜드에서 사용되는 바닷가재 덫에 기반을 두고 있다. 행정 프로듀서인 스티븐 힐런버그는 스폰지밥이 일할 곳으로 집게리아를 만들었다. 네모바지 스폰지밥의 여러 에피소드는 집게리아에 집중되어 있다. 힐런버그가 집게리아를 만들 때 기반을 둔 것 중에 집게리아의 소유자인 집게사장이 이전에 한 식당에서 튀김 요리사로 일하다 일을 그만둔 것이 있다. 집게리아는 시즌 1의 에피소드 1화인〈직원모집〉에 처음 등장했다.

## 참고 문헌
- 스티븐, 힐런버그 (2003). 《SpongeBob SquarePants: Krusty Krab Adventures》. Los Angeles, CA: 도쿄팝. ISBN 159-1-823-986.
- 뱅크스, 스티븐 (2004). 《Trouble at the Krusty Krab》. New York City, NY: 스콜라스틱, Inc. ISBN 0-4396-6697-X.